# Брендан Каррі
Брендан Каррі (англ. Brendan Curry; нар. 21 грудня 1971) — колишній південноафриканський тенісист.
Найвищу одиночну позицію світового рейтингу — 450 місце досяг 28 жовтня 1991, парну — 181 місце — 29 січня 1996 року.

## Титули на челленджерах

### Парний розряд: (2)
| Ранг | Рік  | Турнір             | Покриття | Партнер      | Суперники                         | Рахунок       |
| ---- | ---- | ------------------ | -------- | ------------ | --------------------------------- | ------------- |
| 1.   | 1993 | Льєж, Бельгія      | Ґрунт    | Кірк Гейґарт | Ян Апелль Пол Кілдеррі            | 6–3, 4–6, 6–4 |
| 2.   | 1994 | Айзенах, Німеччина | Ґрунт    | Луїс Лобо    | Марсело Чарпентьєр Мігель Пастура | 5–7, 6–1, 6–3 |